# GSC1865-2164
GSC1865-2164 — хімічно пекулярна зоря спектрального класу A1, що має видиму зоряну величину в смузі V приблизно  0,0.